# Sergej Bazarevič
Sergej Valer'janovič Bazarevič (in russo Сергей Валерьянович Базаревич?, traslitterazione anglosassone: Sergei Valerianovich Bazarevich; Mosca, 16 marzo 1965) è un ex cestista e allenatore di pallacanestro russo con cittadinanza greca.

## Carriera

### Giocatore
La prima parte della sua carriera si sviluppò in Russia, con i colori di CSKA Mosca, Dinamo Mosca e nuovamente CSKA Mosca.
Tra il 1992 e il 1994 trascorse un biennio in Turchia, dove militò rispettivamente per una stagione nell'Yildrimspor e per una nel Tofaş Bursa.
In vista della stagione 1994-95 volò oltreoceano grazie al contratto firmato con gli Atlanta Hawks. La sua parentesi in NBA tuttavia durò solo 10 partite, nelle quali segnò 3 punti a partita in 7,4 minuti di utilizzo medio. Nel dicembre 1994, infatti, venne tagliato. Andò così a terminare la stagione nella Liga ACB spagnola, al Cáceres.
Successivamente riprese a giocare in Russia, nuovamente alla Dinamo Mosca e al CSKA. Nell'annata 1997-1998 fu impegnato in Turchia per la terza volta in carriera, questa volta con la canotta del Türk Telekom.
Iniziò poi la stagione 1998-99 ancora in Russia al CSKA, ma nel gennaio 1999 divenne il nuovo playmaker di Gorizia, formazione che stava lottando per centrare la salvezza in Serie A1. In 11 partite disputate con i giuliani totalizzò 17,5 punti e 3 assist a partita, che contribuirono al raggiungimento della salvezza anche se poi in estate il club si fuse con Pesaro.
Nell'agosto 1999 firmò con i greci del PAOK Salonicco, con cui prese parte anche all'Eurolega 1999-2000 che vide i bianconeri arrivare fino agli ottavi di finale. L'anno seguente fece parte dei Sankt-Peterburg Lions, squadra appena fondata da Luciano Capicchioni, la quale disputava solamente l'Eurolega allenandosi a Varese e volando a San Pietroburgo per le partite interne.
Nel gennaio 2001 tornò in Friuli-Venezia Giulia per giocare con la Pallacanestro Trieste, altra formazione impegnata nella lotta salvezza in Serie A1, che lo chiamò per rimpiazzare l'infortunato Scoonie Penn. Nelle 17 partite con i biancorossi, le sue medie furono di 10,1 punti e 3,3 assist a gara.
Chiuse poi la carriera da giocatore con una nuova parentesi alla Dinamo Mosca.

### Allenatore
Dopo aver allenato per numerose stagioni varie squadre nel campionato russo, il 19 dicembre 2015 venne assunto come nuovo tecnico della Pallacanestro Cantù, la quale era stata appena rilevata dal nuovo patron russo Dmitrij Gerasimenko. Un mese più tardi, in aggiunta al ruolo ricoperto con il club italiano, assunse anche la carica di nuovo CT della nazionale russa. L'esperienza con i brianzoli si chiuse al termine della stagione 2016-2017, mentre quella con la selezione russa durò fino all'estate 2021, quando al torneo preolimpico non riuscì a qualificare la squadra per le imminenti Olimpiadi di Tokyo.

## Palmarès

### Giocatore
- Campionato sovietico: 4

CSKA Mosca: 1981-82, 1982-83, 1983-84, 1987-88
- Campionato russo: 2

CSKA Mosca: 1996-97, 1997-98
- Coppa del Presidente: 1

Turk Telekom Ankara: 1997
- FIBA World Cup All-Tournament Teams: 1

1994

### Allenatore
- Coppa di Russia: 2

Krasnye Kryl'ja Samara: 2011-12, 2012-13
- EuroChallenge: 1

Krasnye Kryl'ja Samara: 2012-13